# جو الکساندر
جو الکساندر (انگلیسی: Joe Alexander؛ زادهٔ ۲۶ دسامبر ۱۹۸۶) بازیکن بسکتبال اهل ایالات متحده آمریکا است.
از فیلم‌ها یا برنامه‌های تلویزیونی که وی در آن نقش داشته‌است می‌توان به خماری اشاره کرد.
از باشگاه‌هایی که در آن بازی کرده‌است می‌توان به میلواکی باکس و شیکاگو بولز اشاره کرد.